# Залузька сільська рада (Яворівський район)
Залузька сільська рада — колишній орган місцевого самоврядування у Яворівському районі Львівської області. Адміністративний центр — село Залужжя.

## Населені пункти
Сільській раді були підпорядковані населені пункти:
- с. Залужжя
- с. Бориси
- с. Вахули
- с. Ковалі
- с. Новий Яр
- с. Новини
- с. Старий Яр
- с. Цетуля

## Склад ради
Рада складалася з 22 депутатів та голови.

### Керівний склад попередніх скликань
| ПІБ                      | Основні відомості                                                               | Дата обрання | Дата звільнення |
| ------------------------ | ------------------------------------------------------------------------------- | ------------ | --------------- |
| Максимик Василь Іванович | Сільський голова, 1964 року народження, освіта середня спеціальна, безпартійний | 26.03.2006   | 31.10.2010      |
| Максимик Василь Іванович | Сільський голова, 1964 року народження, освіта середня спеціальна, безпартійний | 31.10.2010   |                 |

Примітка: таблиця складена за даними джерела